# Bergsmanniberg
De Bergsmanniberg, Zweeds - Fins: Bergsmannivaara, is een berg annex heuvel in het noorden van Zweedse. De berg ligt in de gemeente Kiruna en is daar bekend vanwege aanwezige koper, maar het winnen van koper gebeurt alleen op kleine schaal. De berg ligt op drie kilometer van Svappavaara langs de Europese weg 10.